# Apsidenlijn

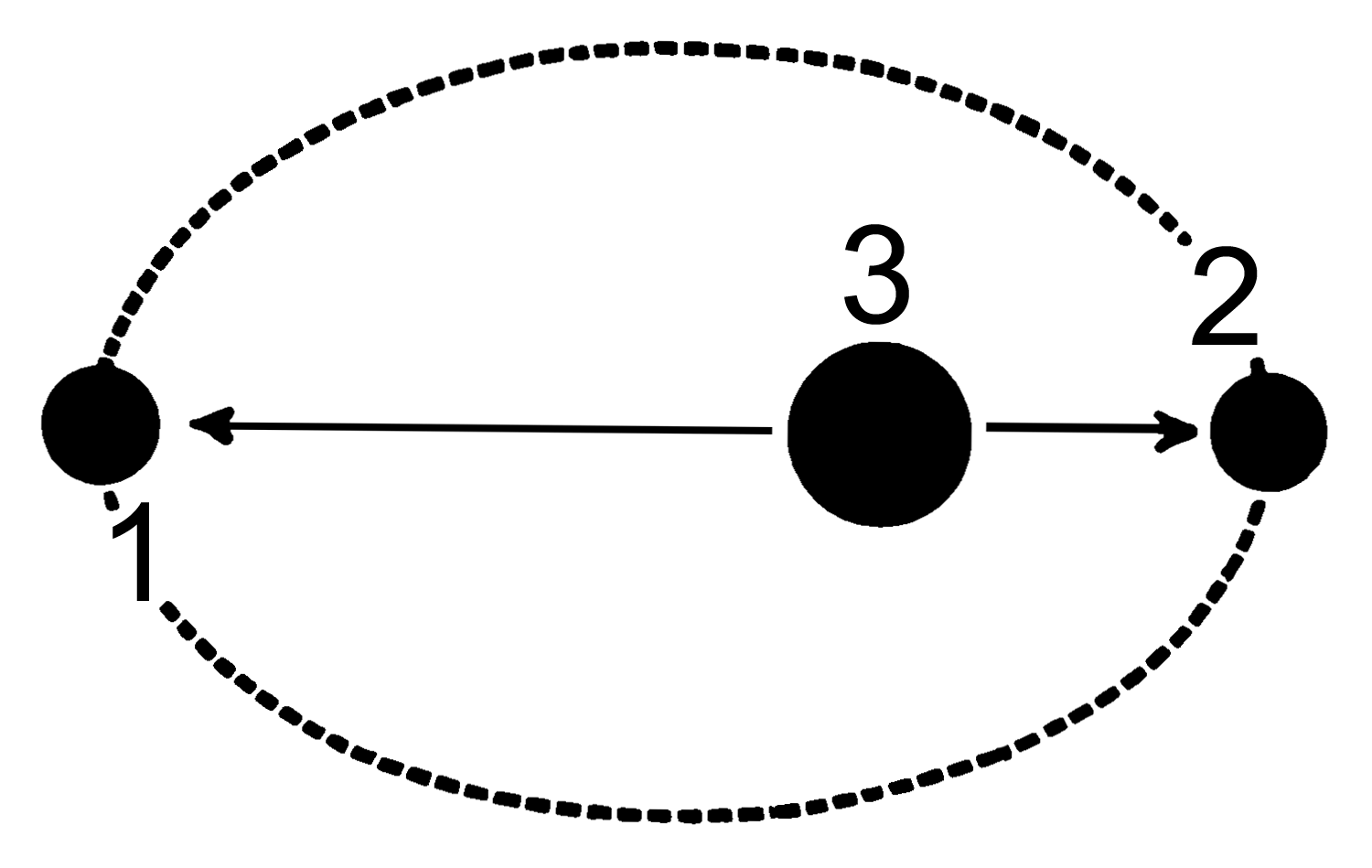
De apsidenlijn van een ellips verbindt de punten 1 en 2.

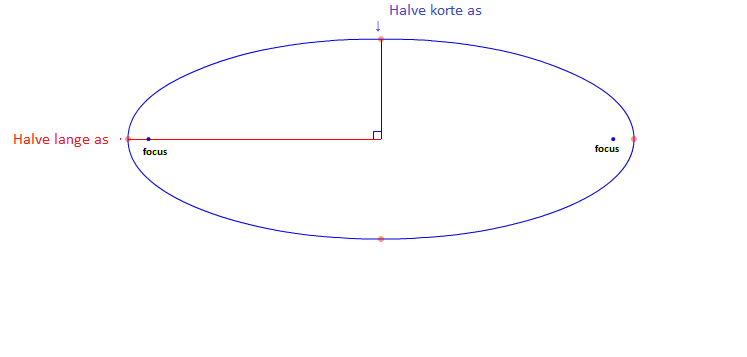
Halve lange as en halve korte as van een elliptische baan.

De apsidenlijn of de lange as is de lijn in de elliptische baan van een hemellichaam die apoapsis en periapsis met elkaar verbindt.
De lijn gaat steeds door de beide brandpunten en dus ook door het hemellichaam waar de baan om ligt.
Als gemiddelde afstand tussen twee hemellichamen wordt vaak de halve lange as opgegeven, wat een van de baanelementen is.